# Első szicíliai rabszolgaháború
Az első szicíliai rabszolgaháború vagy első rabszolgaháború i. e. 135-ben kezdődött Henna (Haenna) városának lerohanásával és i. e. 132-ig tartott, amikor a római seregeknek sikerült a lázadást leverniük. A rabszolgafelkelés vezetői Eunus és Kleón voltak, előbbit a fellázadt rabszolgák királyuknak is megválasztották, mert látnoki képességeket tulajdonítottak neki. A szicíliai rabszolgaháború volt az első nagy rabszolgafelkelés Spartacust megelőzően (harmadik rabszolgaháború).

## Előzmények
A Henna lerohanását megelőző időszakról nincsenek pontos információink, de valószínűleg már az i. e. 138-137 évektől kezdődően előfordultak kisebb lázongások a szicíliai rabszolgák körében. Szicília szigetén főleg szír és kilikiai rabszolgák voltak, akik főleg pásztorkodással, állattenyésztéssel foglalkoztak és ennek köszönhetően valószínűleg részben fel is voltak fegyverkezve, hogy védhessék a nyájat a vadállatoktól és a rablóktól. Ezek a pásztorok olykor maguk is rablók voltak, hogy ezzel biztosítsák megélhetésüket. Az egymástól elszigetelt lázongásokat és összecsapásokat egy karizmatikus vezető egyéniség, a szintén szír származású Eunus szervezte meg a római fennhatóság elleni lázadássá. i. e. 135-ben a felkelők az ő tanácsára, illetve jóslatának hatására rohanták le Hennát. Ezzel egyidejűleg, és feltehetően ettől nem függetlenül, a kilikiai Kleón vezetésével Agrigentumban is sikeres felkelés tört ki, és később Kleón csatlakozott az Eunus vezette felkeléshez.
Eunust a lázadók megválasztották királyuknak, felvette az Antiochos nevet és megpróbálta stabilizálni a helyzetét és felkészülni a várható római ellentámadásra. Többek között pénzt veretett és igyekezett felfegyverezni seregét.

## Háború
A háború kezdetben a felkelők sikereit hozta, hiszen a római sereg nagy része le volt kötve a birodalom más részein, például Numantia ostrománál, ezért csak praetori sereggel kellett a fellázadt rabszolgáknak megküzdeniük, mivel azok egységei zömében nem is reguláris római légionáriusok, hanem félkatonai erők (milicisták, segédcsapatok) voltak és fegyvereik is alig voltak valamivel jobbak a felkelők arzenáljánál. Ennek köszönhetően még i. e. 135-ben elfoglalták Catanát és Tauromeniumot, és a lázadó sereg az ókori források szerint mintegy 200.000 főre duzzadt, ezzel szemben Titus Livius és Orosius történetírók csak 70 ezer lázadóról számolnak be.
A római szenátus i. e. 134-ben, azaz a nyílt felkelést követő évben határozta el consuli sereg küldését Szicíliába a lázadás leverésére és a sziget visszafoglalására, amely már kiképzett, jól felszerelt és fegyelmezett volt a szicíliai irreguláris erőkkel szemben. Szicília visszafoglalása Rómára és Itáliára nézve létfontosságú kérdés volt, hisz a város élelmiszerellátásának nagy része a termékeny szicíliai földeknek volt köszönhető, ugyanakkor itt voltak a gazdag görög kereskedővárosok is, amelyek nagy hasznot hoztak a köztársaságnak.
A sereget Gaius Fulvius Flaccus consul vezette, de ebben az évben még nem sikerül jelentős eredményeket elérni a lázadókkal szemben. A rákövetkező évben Lucius Calpurnius Piso Frugi consul vette át a sereg vezetését, ekkor értek el a rómaiak először sikereket a felkelőkkel szemben. A lázadást véglegesen leverni végül i. e. 132-ben Publius Rupilius consulnak sikerült. Kiéheztetés és árulás után elesett Tauromenium, majd a szintén kiéheztetéssel ostromolt Henna is, ahonnan Kleón megpróbált seregeivel kitörni, de a rómaiak elfogták őt is és Eunust is.

## Következmények
A rabszolgafelkelés leverése után a rómaiak rabszolgák ezreit feszítették keresztre megtorlásul. Azonban a felkelés kezdeti szakaszában a rabszolgák által elért sikerek hatására a Római Birodalom más területein is lázongások, felkelések törtek ki: Itáliában Minturnae és Sinuessa környékén, Délosz szigetén és Kis-Ázsiában is.
A felkelés továbbterjedt a birodalmon kívülre, a birodalommal szövetséges területekre is. Ezek közül a  Pergamoni Királyságban III. Attalosz halálakor i. e. 133-ban kitört felkelés volt a legjelentősebb, amit a rómaiaknak és velük szövetséges szomszédos államoknak csak a szicíliai rabszolgafelkelés leverését követően, i. e. 129-re sikerült végleg felszámolniuk.

## Lásd még
- Második szicíliai rabszolgaháború
- Harmadik rabszolgaháború